# مارتي غولدمان
مارتي غولدمان (بالإنجليزية: Marty Goldman)‏ (7 مارس 1910 - 1997) هو ملاكم أمريكي، صنّف ضمن فئة وزن الخفيف ووزن الويلتر.

## إحصائيات
خاض خلال مسيرته 49 نزالا، فاز في 35 وتعادل في 3 وخسر في 11. فاز بالضربة القاضية في 10 نزالات.

## روابط خارجية
- مارتي غولدمان على موقع بوكس ريك (الإنجليزية) (registration required)